# Roberto Forés Veses
Roberto Forés Veses est un chef d'orchestre et directeur musical espagnol originaire de Valence.

## Biographie
Roberto Forés Veses étudie la direction d’orchestre à l’Accademia Musicale Pescarese à l’Académie Sibelius d’Helsinki où il obtient son diplôme de direction d’orchestre sous la tutelle de Leif Segerstam et les professeurs invitées: Jorma Panula, Jukka-Pekka Saraste, Hannu Lintu, Mikko Franck, Atso Almila.
En 2006, il sort lauréat à l’unanimité du concours de Direction d’orchestre d’Orvieto (Italie) avec un prix spécial du jury.
En 2007, il devient lauréat du concours Evgeny Svletanov au Luxembourg. Il collabore avec le théâtre du Bolchoï, le teatro Regio de Turin, l’Opéra de Nice, l’Orchestre National de Montpellier, l’Orchestra sinfonica di Milano Giuseppe Verdi, le Hague Residentie Symphonic Orchestra et le New Russian State Symphony Orchestra.
Il débute en 2008 dans la direction d'opéra au Teatro Regio de Turin, avec Salome et l’Elisir d’amore et au Bolchoî avec Macbeth.
Par la suite, il dirige Il viaggio à Reims, La Cenerentola à Avignon et Vichy et Lakmé à Rouen, La finta giardiniera au Svenska Teatern d’Helsinki, La Bohème à L’Orvieto Opéra Festival, Don Pasquale, la Flûte enchantée, L'italiana in Algeri, Le Barbier de Séville, Così fan tutte, La Finta Gardiniera, La Bohème, Don Giovanni (Vichy), Orphée (Opéra Grand Avignon / Festival Berlioz) et L'Enlèvement au Sérail (Opéra Grand Avignon / Clermont-Ferrand, Reims). Il a participé à la création mondiale de La Reine aux cheveux d’or de B.R. Earl au Stresa Festival. Il a dirigé en 2020 Doña Francisquita au Teatro de l'Opera de Lausanne avec l'Orchestre de chambre de Lausanne.
Il est directeur musical et artistique de l’Orchestre national d’Auvergne depuis 2012. Avec cet orchestre, il fait une tournée au Japon avec la harpiste Naoko Yoshino et une au Brésil.
Côté discographie, Roberto Forés Veses collabore régulièrement avec les labels Aparté et Warner Classics.
En 2016-2017, il est présent avec l'Orchestre national d’Auvergne au Festival de la Folle Journée de Nantes, au Musée des Invalides de Paris, Festival Berlioz, Festival de musique de la Chaise-Dieu, en Amérique latine, aux États-Unis et au Japon. 
Il se produit avec l'Orchestre de l'Opéra de Rouen, l'Orchestre Philharmonique du Luxembourg, Het Residentie Orchestra, Prague Philharmonia, Saint-Petersburg Symphony Orchestra, Orquesta Sinfónica da Porto Casa da Música. L'Orchestre nacional de Lyon, Orchestre nacional de Bordeaux et Opéra Orchestre national Montpellier, les Orchestres de Chambre de Paris, Lausanne y Genève, Nouvelle Aquitaine et Cannes, Orchestre de Picardie, Orchestre philharmonique de Nice, Orchestre de l’Opéra de Rouen, Orchestre de l'Opéra de Toulon et Saint-Etienne, Moscow City Symphony – Russian Philharmonic, Orchestra di Padova e del Veneto, Odense symphoniquer et Hong Kong Sinfonietta, Sinfonia Finlandia, Sinfonietta de Lausanne, State Symphony Orchestra-Novaya Rossiya, Ural philharmonic Orchestra et l'Orchestre, l’Orchestre Symphonique d’État de Russie « Evgeny Svetlanov » à Tokyo avec l’Orchestre symphonique de la NHK.

## Enregistrements
- 2015 : Trumpet Concertos avec Romain Leleu et  l'Orchestre National d'Auvergne. Compositeur: André Jolivet, Georges Delerue, Jean-Baptiste Robin, Karol Beffa, Martin Matalon  (Label: Little Tribeca / Aparte)
- 2015 : Prodiges: Camille Bertholllet. Orchestre National d'Auvergne (Warner classics)
- 2016 : Harp Concertos avec Naoko Yoshino et  l'Orchestre National d'Auvergne. Compositeur: Claude Debussy, Joaquin Rodrigo, Joaquin Turina, Mario Castelnuovo-Tedesco (Label: Little Tribeca / Aparte)[11]
- 2017 : Tchaïkovski / Sibelius enregistrés avec l'Orchestre National d'Auvergne (Label: Little Tribeca / Aparte)[12].
- 2017: Beethoven: Quartets for string orchestra. Orchestre National d'Auvergne (Label: little Tribeca / Aparte)
- 2017: Alkan: Concerti da Camera and solo music. Orchestra di Padova el del Veneto /Giovanni Bellucci
- 2017: Prodiges: Marin Chapoutot. Orchestre National d'Auvergne (Warner classics)
- 2018: Antonín Dvořák / Bohuslav Martinů / Leoš Janáček. Orchestre National d'Auvergne (Label: little Tribeca/Aparte)[13]
- 2019: Prodiges:Andreas Perez-Ursulet, Orchestre National d'Auvergne (Warner classics)
- 2019: Sibelius: Quatuor Voces intimae (Live) Orchestre National D'Auvergne (Orchestre National d'Auvergne Live)
- 2019: Beethoven: Symphonie No. 7 in A Major, Op. 92. Orchestre National d'Auvergne (Warner Classics)
- 2020: Piotr Illich Tchaikovsky (1840-1893) : Souvenir de Florence. Orchestre National D'Auvergne (Orchestre National d'Auvergne Live)
- 2020: Besty Jolas, Thierry Escaich,  Anssi Karttunen. Orchestre National d’Auvergne, ( Orchestre National d'Auvergne Live)[14]
- 2020: Berg, Webern, Schreker. Orchestre National d'Auvergne (Label: little Tribeca/Aparte)